# 第162回天皇賞
- 天皇賞（秋） > 第162回天皇賞
- 第160回天皇賞 > 第162回天皇賞

第162回天皇賞（だい162かいてんのうしょう・あき）は、2020年11月1日に東京競馬場で行われた競馬の競走である。アーモンドアイが優勝し、芝のGI級競走8勝を成し遂げた。

## 競走前の状況

### 主な競走結果
下記各競走は、すべて2020年に行われたものである。また図中の太字強調は本競走に出走する馬である。

#### 安田記念
| 着順                 | 馬番 | 競走馬名         | 性齢 | 騎手       | 斤量 | タイム | 着差     | 単勝オッズ | 人気 |
| -------------------- | ---- | ---------------- | ---- | ---------- | ---- | ------ | -------- | ---------- | ---- |
| 1着                  | 11   | グランアレグリア | 牝4  | 池添謙一   | 56   | 1:31.6 |          | 012.0      | 3    |
| 2着                  | 5    | アーモンドアイ   | 牝5  | C.ルメール | 56   | 1:32.0 | 2馬身1/2 | 001.3      | 1    |
| 3着                  | 6    | インディチャンプ | 牡5  | 福永祐一   | 58   | 1:32.1 | 1/2馬身  | 007.0      | 2    |
|                      |      |                  |      |            |      |        |          |            |      |
| 7着                  | 2    | ダノンキングリー | 牡4  | 戸崎圭太   | 58   | 1:32.4 |          | 012.9      | 5    |
|                      |      |                  |      |            |      |        |          |            |      |
| 13着                 | 1    | ダノンプレミアム | 牡5  | D.レーン   | 58   | 1:33.6 |          | 012.7      | 4    |
| 天候:、馬場状態:稍重 |      |                  |      |            |      |        |          |            |      |

第70回安田記念（GI）は、グランアレグリアが優勝した。

#### 宝塚記念
| 着順                   | 馬番 | 競走馬名           | 性齢 | 騎手     | 斤量 | タイム | 着差  | 単勝オッズ | 人気 |
| ---------------------- | ---- | ------------------ | ---- | -------- | ---- | ------ | ----- | ---------- | ---- |
| 1着                    | 16   | クロノジェネシス   | 牝4  | 北村友一 | 56   | 2:13.5 |       | 004.1      | 2    |
| 2着                    | 14   | キセキ             | 牡6  | 武豊     | 58   | 2:14.5 | 6馬身 | 014.2      | 6    |
| 3着                    | 12   | モズベッロ         | 牡4  | 池添謙一 | 58   | 2:15.3 | 5馬身 | 106.1      | 12   |
|                        |      |                    |      |          |      |        |       |            |      |
| 12着                   | 17   | カデナ             | 牡6  | 鮫島克駿 | 58   | 2:16.8 |       | 082.5      | 9    |
|                        |      |                    |      |          |      |        |       |            |      |
| 16着                   | 18   | ブラストワンピース | 牡5  | 川田将雅 | 58   | 2:18.0 |       | 009.9      | 4    |
| 17着                   | 3    | グローリーヴェイズ | 牡5  | D.レーン | 58   | 2:18.8 | 5馬身 | 010.7      | 5    |
| 天候:曇、馬場状態:稍重 |      |                    |      |          |      |        |       |            |      |

第61回宝塚記念（GI）は、6月28日に阪神競馬場で行われた競走である。阪神ジュベナイルフィリーズとエリザベス女王杯、大阪杯勝利のラッキーライラック、ホープフルステークス、皐月賞勝利のサートゥルナーリアというGI複数勝利馬が出走。加えて秋華賞馬クロノジェネシス、菊花賞馬キセキ、ダービー馬ワグネリアン、有馬記念勝利のブラストワンピース、香港ヴァーズ勝利のグローリーヴェイズ、マイルチャンピオンシップ勝利のペルシアンナイトが出走し、GI級優勝経験馬は総勢8頭が参戦。その他重賞3勝のスティッフェリオやカデナら重賞優勝馬が参戦し、総勢18頭での出走となった。
単勝1番人気に推されたのは金鯱賞を勝利から臨むサートゥルナーリアで2.4倍のオッズに支持された。大阪杯でワンツーフィニッシュとなった2着クロノジェネシス、1着ラッキーライラックが4倍台の2.3番人気で、ブラストワンピースが9.9倍の4番人気となり、ここまでが一桁台のオッズであった。以降人気はグローリーヴェイズ、キセキ、ワグネリアンと続いた。

#### サマー2000シリーズ
| 順位 | 競走馬名           | 騎手                | 七夕賞 | 函館記念 | 小倉記念 | 札幌記念 | 新潟記念 | 合計 |
| ---- | ------------------ | ------------------- | ------ | -------- | -------- | -------- | -------- | ---- |
| 1    | ブラヴァス         | 福永祐一            | 02着   |          |          |          | 01着     | 15   |
| 2    | ノームコア         | 横山典弘            |        |          |          | 01着     |          | 12   |
| 3    | アドマイヤジャスタ | 吉田隼人            |        | 01着     |          | 10着     |          | 11   |
| 3    | アールスター       | 長岡禎仁            |        |          | 01着     |          | 14着     | 11   |
| 5    | クレッシェンドラヴ | 内田博幸            | 01着   |          |          |          |          | 10   |
|      |                    |                     |        |          |          |          |          |      |
| 7    | ジナンボー         | D.レーン M.デムーロ | 09着   |          |          |          | 02着     | 6    |

2020年のサマー2000シリーズは、新潟記念（GIII）を勝利したブラヴァスが合計15ポイントを獲得し優勝した。いずれも福永祐一の騎乗によるものであった。ブラヴァスはその後12月のチャレンジカップ（GIII）に出走し、2着となった。札幌記念（GII）勝利のノームコアはエリザベス女王杯（GI）に進み、16着に敗退。その他、函館記念（GIII）勝利のアドマイヤジャスタは福島記念（GIII）に、小倉記念（GIII）勝利のアールスターはアルゼンチン共和国杯（GII）を目指した。七夕賞（GIII）勝利のクレッシェンドラヴはジャパンカップ（第40回ジャパンカップ）(GI)に出走した(13着)。。

#### 優先出走権が得られる競走

##### オールカマー
| 着順                   | 馬番 | 競走馬名           | 性齢 | 騎手     | 斤量 | タイム | 着差     | 単勝オッズ | 人気 | RATE |
| ---------------------- | ---- | ------------------ | ---- | -------- | ---- | ------ | -------- | ---------- | ---- | ---- |
| 1着                    | 4    | センテリュオ       | 牝5  | 戸崎圭太 | 54   | 2:15.5 |          | 009.1      | 5    | 111  |
| 2着                    | 8    | カレンブーケドール | 牝4  | 津村明秀 | 54   | 2:15.5 | ハナ     | 003.7      | 2    | 110  |
| 3着                    | 7    | ステイフーリッシュ | 牡5  | 田辺裕信 | 56   | 2:15.7 | 1馬身1/4 | 004.9      | 3    | 112  |
| 4着                    | 1    | クレッシェンドラヴ | 牡6  | 内田博幸 | 56   | 2:15.8 | 1/2馬身  | 005.1      | 4    | 111  |
| 5着                    | 3    | ミッキースワロー   | 牡6  | 横山典弘 | 57   | 2:16.0 | 1馬身    | 002.9      | 1    | -    |
| 天候:曇、馬場状態:稍重 |      |                    |      |          |      |        |          |            |      |      |

第66回オールカマー（GII）は、9月27日に中山競馬場で行われた競走である。菊花賞優勝、天皇賞（春）連覇のフィエールマンが出走を予定していたが、競走4日前の夕方に体温が39度となる熱発を発症。その影響で追い切りを中止したため、オールカマーを見送り、回避。そのため、GI優勝馬の出走はなくなった。しかし、ジャパンカップ（第39回ジャパンカップ）や優駿牝馬（オークス）などGIで3回2着の経験があるカレンブーケドールが出走。重賞を複数回勝利しているのは、日経賞（GII）やセントライト記念（GII）など重賞3勝のミッキースワロー、セントライト記念と京成杯（GIII）勝利のジェネラーレウーノ、福島記念（GIII）と七夕賞（GIII）勝利のクレッシェンドラヴの3頭であった。加えて、京都新聞杯（GII）勝利のステイフーリッシュや共同通信杯（GIII）勝利のオウケンムーンが重賞優勝馬である。その他、マーメイドステークス（GIII）でサマーセントに次ぐ2着となったセンテリュオや、スプリングステークス（GII）でウインブライトに次ぐ2着となったアウトライアーズ、日経賞4着のサンアップルトンが出走。以上9頭での競走となった。

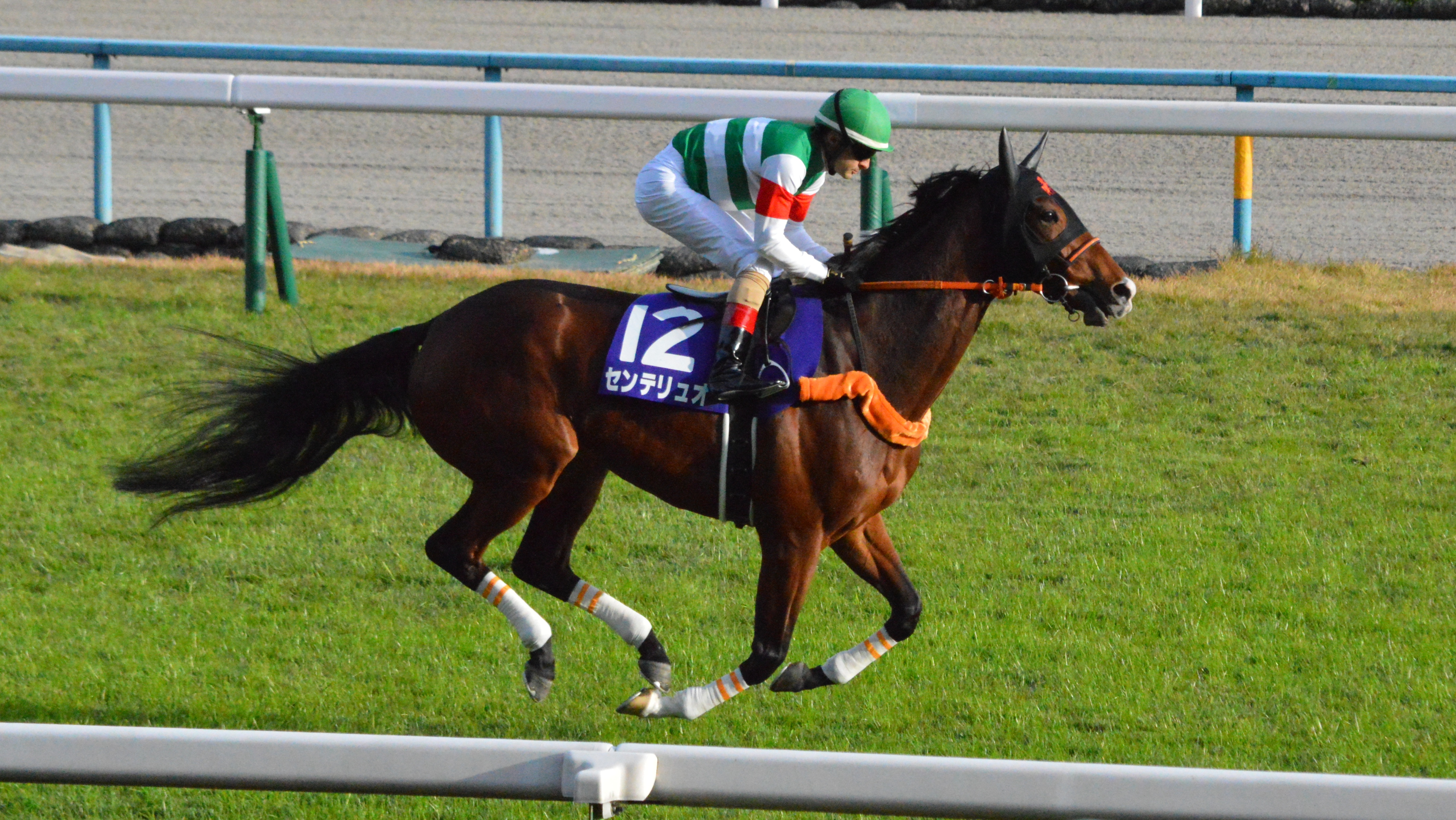
センテリュオ

単勝1番人気は、天皇賞（春）で3着となって臨むミッキースワローで、単勝オッズ2.9倍に推された。以降一桁台のオッズはミッキースワローを含め5頭であり、6番人気の10.2倍にジェネラーレウーノが推された。スタートからジェネラーレウーノが先手を奪って逃げ、1000メートルを64秒3で通過。このペースは「超スローペース（サンケイスポーツ）」や「ゆったりとしたペース（日刊スポーツ）」であったとされている。向こう正面でカレンブーケドールが仕掛け始めて2番手となるなどでペースが上がり、それに続いてミッキースワロー、その後ろから後方で待機していたセンテリュオが進出を開始した。ステイフーリッシュやクレッシェンドラヴは3番手から、先頭に迫るカレンブーケドールに続いて進出し、最後の直線に進入する。直線ではジェネラーレウーノは後退し、カレンブーケドールが先頭となり、後方との差を広げて押し切りを図った。しかし、後方から追い込んだ外からセンテリュオがゴール寸前でハナの差カレンブーケドールを差し切って先着、その競り合いの1馬身4分の1後方でステイフーリッシュが入線。
センテリュオが7回目の挑戦で重賞制覇を果たした。牝馬がオールカマーを制覇したのは2017年のルージュバック以来12回目であり、牝馬がワンツーフィニッシュを果たしたのは1着ショウナンパンドラ、2着ヌーヴォレコルトとなった2015年以来で5年ぶりのことであった。なお2着のカレンブーケドールは4戦連続5度目の2着となった。
センテリュオは天皇賞（秋）の優先出走権を獲得。しかし優先出走権を行使することなく出走を見送り、天皇賞（秋）から2週間後のエリザベス女王杯（GI）を目指した。

##### 京都大賞典
| 着順                   | 馬番 | 競走馬名           | 性齢 | 騎手     | 斤量 | タイム | 着差    | 単勝オッズ | 人気 | RATE |
| ---------------------- | ---- | ------------------ | ---- | -------- | ---- | ------ | ------- | ---------- | ---- | ---- |
| 1着                    | 13   | グローリーヴェイズ | 牡5  | 川田将雅 | 58   | 2:25.6 |         | 006.2      | 3    | 119  |
| 2着                    | 2    | キセキ             | 牡6  | 浜中俊   | 57   | 2:25.7 | 3/4馬身 | 003.5      | 1    | 115  |
| 3着                    | 17   | キングオブコージ   | 牡4  | 横山典弘 | 57   | 2:25.9 | 1馬身   | 005.2      | 2    | 113  |
| 4着                    | 3    | シルヴァンシャー   | 牡5  | 北村友一 | 56   | 2:25.9 | クビ    | 013.6      | 8    | 111  |
| 5着                    | 6    | ステイフーリッシュ | 牡5  | 藤岡佑介 | 56   | 2:26.0 | 1/2馬身 | 007.3      | 4    | -    |
| 6着                    | 15   | パフォーマプロミス | 牡8  | 福永祐一 | 56   | 2:26.1 | クビ    | 009.9      | 6    | -    |
| 天候:晴、馬場状態:稍重 |      |                    |      |          |      |        |         |            |      |      |

第55回京都大賞典（GII）は、10月11日に京都競馬場で行われた競走である。GI優勝馬では菊花賞勝利のキセキ、香港ヴァーズ勝利のグローリーヴェイズが出走。重賞優勝馬は、ステイヤーズステークス（GII）勝利のアルバートやリッジマン、モンドインテロの3頭が集結。目黒記念（GII）勝利のキングオブコージとアルゼンチン共和国杯（GII）勝利のパフォーマプロミス、重賞2勝のダンビュライトに加えステイフーリッシュが出走。その他宝塚記念3着の経験があるノーブルマーズ、条件戦3連勝で臨むシルヴァンシャーなど、総勢17頭での出走となった。

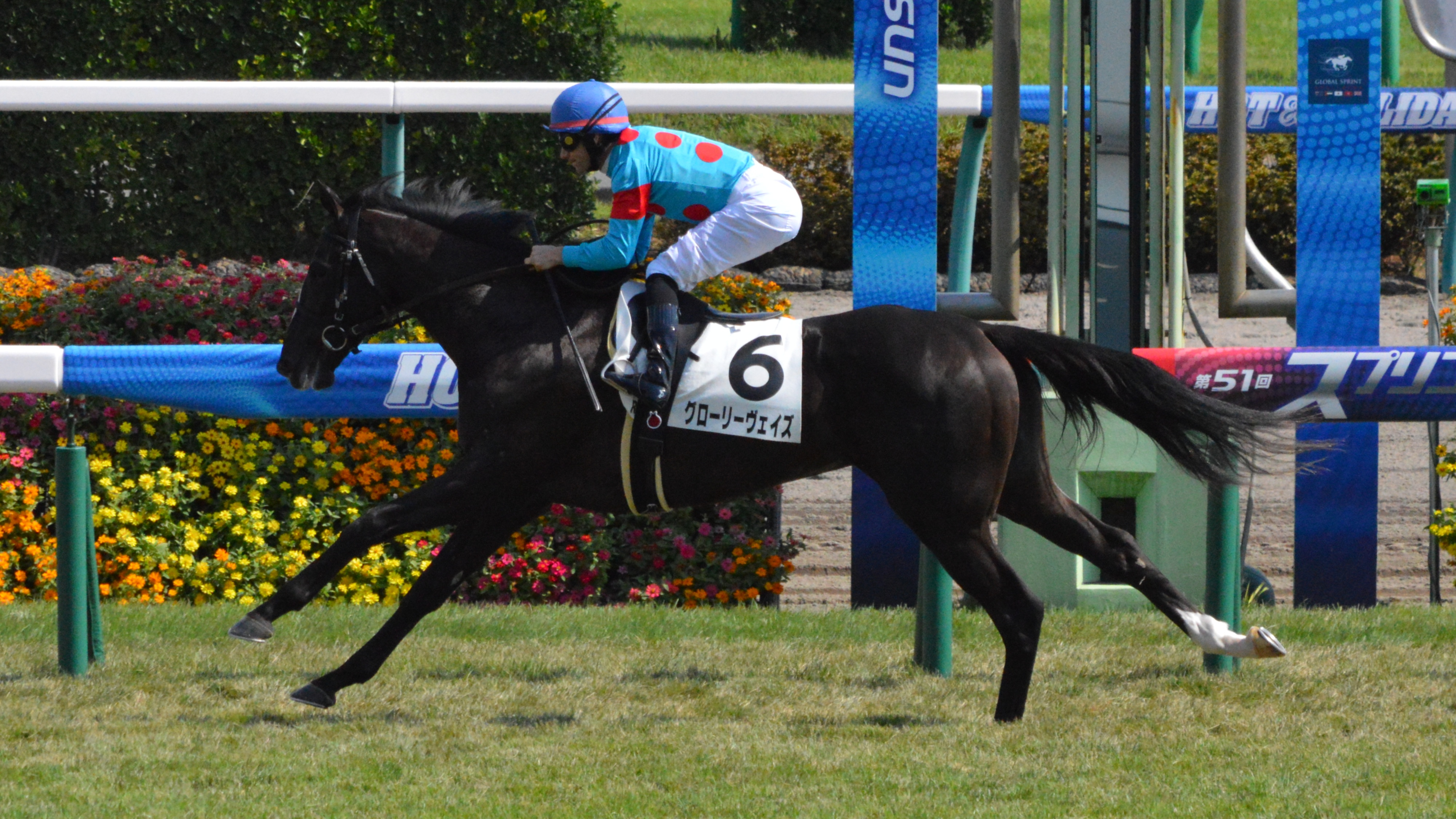
グローリーヴェイズ

単勝オッズ3.5倍の1番人気に推されたのはキセキ、2番人気キングオブコージが5.2倍、3番人気グローリーヴェイズが6.2倍と続き、以降ステイフーリッシュ、ダンビュライト、パフォーマプロミスが一桁台のオッズであり、6番人気までに収まった。グローリーヴェイズが好位から直線で伸びて差し切り、ゴール直前で馬場の外側から追い上げるキセキを振り切り、4分の3馬身離して入線した。
グローリーヴェイズは、2019年の香港ヴァーズ以来、重賞3勝目を達成。関東所属馬の勝利は1998年（第33回京都大賞典）のセイウンスカイ以来であった。この勝利により天皇賞（秋）の優先出走権を獲得した。しかし、優先出走権を行使することなく出走を見送り、天皇賞（秋）から4週間後のジャパンカップを目指した。

##### 毎日王冠
| 着順                   | 馬番 | 競走馬名         | 性齢 | 騎手       | 斤量 | タイム | 着差     | 単勝オッズ | 人気 | RATE |
| ---------------------- | ---- | ---------------- | ---- | ---------- | ---- | ------ | -------- | ---------- | ---- | ---- |
| 1着                    | 9    | サリオス         | 牡3  | C.ルメール | 54   | 1:45.5 |          | 001.3      | 1    | 119  |
| 2着                    | 5    | ダイワキャグニー | 騸6  | 内田博幸   | 56   | 1:46.0 | 3馬身    | 010.6      | 4    | 112  |
| 3着                    | 7    | サンレイポケット | 牡5  | 荻野極     | 56   | 1:46.0 | ハナ     | 018.9      | 5    | 112  |
| 4着                    | 10   | カデナ           | 牡6  | 三浦皇成   | 56   | 1:46.1 | 1/2馬身  | 025.0      | 6    | 111  |
| 5着                    | 4    | ザダル           | 牡4  | 田辺裕信   | 56   | 1:46.2 | クビ     | 008.5      | 3    | -    |
| 6着                    | 6    | トーラスジェミニ | 牡4  | 木幡育也   | 56   | 1:46.6 | 2馬身1/2 | 047.4      | 8    | -    |
| 天候:曇、馬場状態:稍重 |      |                  |      |            |      |        |          |            |      |      |

第71回毎日王冠（GII）は、10月11日に東京競馬場で行われた競走である。朝日杯フューチュリティステークス（GI）を勝利し、皐月賞及び東京優駿（日本ダービー）にて二冠を果たしたコントレイルに次ぎ、2着となった3歳馬サリオスが参戦、初めての古馬との対決となった。重賞優勝馬は、弥生賞（GII）や小倉大賞典（GIII）など重賞3勝のカデナ、フラワーカップ（GIII）とターコイズステークス（GIII）勝利のコントラチェックという重賞複数優勝馬に加え、毎日杯勝利の3歳馬サトノインプレッサや、東京巧者で知られるエプソムカップ（GIII）勝利のダイワキャグニー、函館スプリントステークス（GIII）勝利のカイザーメランジェが出走した。その他、巴賞（OP）勝利のトーラスジェミニやプリンシパルステークス（L）勝利のザダル、メイステークス（OP）勝利のアイスストームなど、11頭での競走となった。

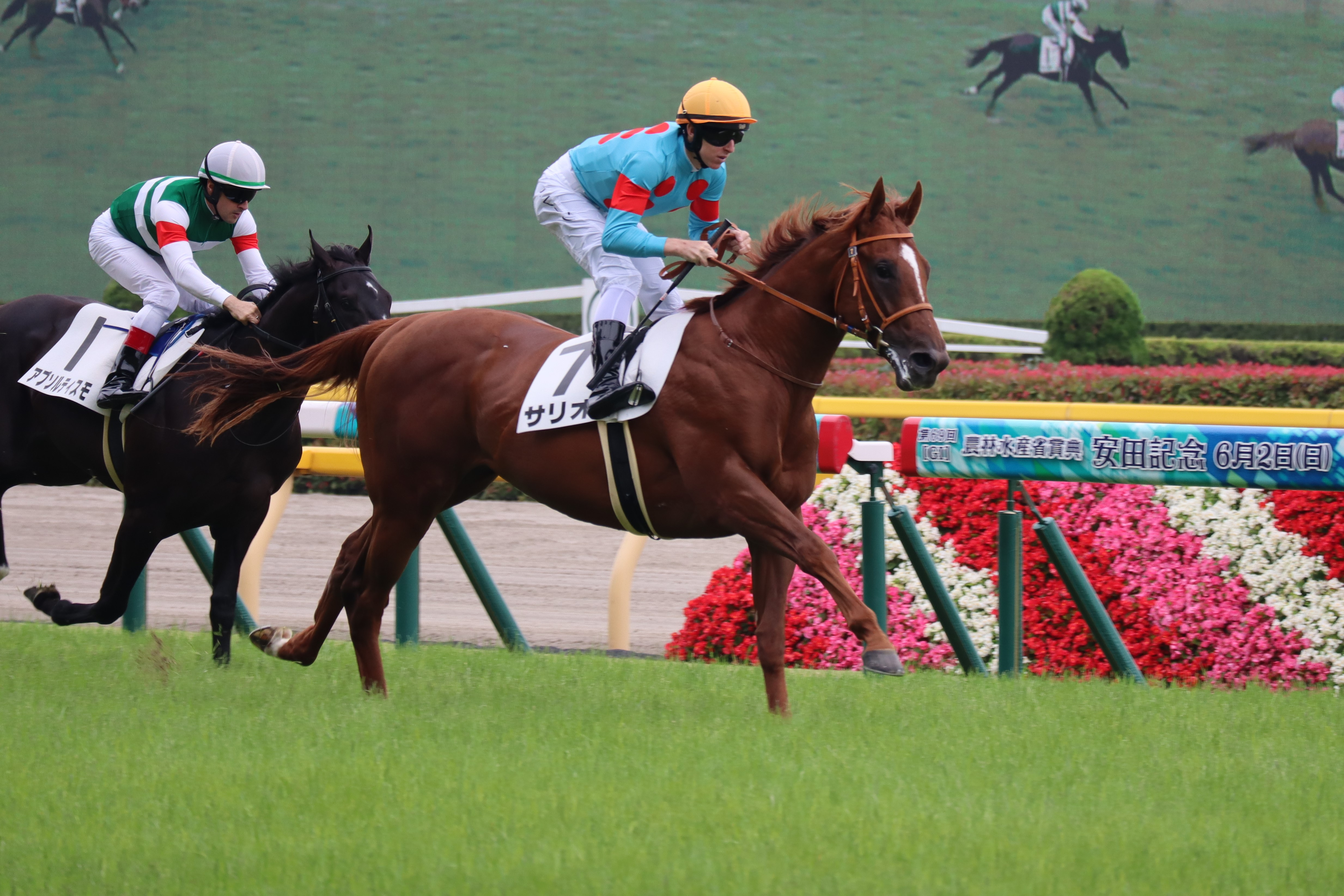
サリオス

単勝オッズ1.3倍の1番人気にはサリオスが推された。単勝支持率は60.2パーセントに上り、これは1984年のグレード制導入以降、1999年（第50回毎日王冠）のグラスワンダーの支持率、66.3パーセントに次ぐ2番目に高い数字であった。次いで8.2倍の2番人気にはサトノインプレッサ、8.5倍の3番人気にザダル、この3頭が一桁台のオッズに推された。以降ダイワキャグニー、サンレイポケット、カデナと続き、最低11番人気のカイザーメランジェは328.3倍に推された。スタートからトーラスジェミニが逃げの手を打ち、それにコントラチェックやダイワキャグニーが続き、サリオスが4番手に位置した。先頭のトーラスジェミニが1000メートルを58秒0で通過、「速いペース」（週刊Gallop）の中、最後の直線に進入。2番手のコントラチェックが逃げ粘るトーラスジェミニを捉えようとする中、残り300メートル地点でサリオスが追い出しを開始。同じく進出を試みるダイワキャグニーと馬体を併せながら先頭となると、そこからサリオスがダイワキャグニーを置き去りにし、後方に3馬身離して決勝線を通過した。ダイワキャグニーは後方から伸びたサンレイポケットをハナ差ばかり退けて2着を確保。2番人気のサトノインプレッサはスタート直後に出遅れるなど10着に敗退した。
サリオスは2019年の朝日杯フューチュリティステークス以来の勝利で重賞3勝目を達成。後方に3馬身以上離して勝利したのは1969年第20回毎日王冠（ダート2100メートル）のタケシバオー（3馬身半）以来51年ぶりのことで、グレード制及び1800メートルで行われるようになった1984年以降、最大の着差をつけての勝利であった。加えて、538キログラムの馬体を持つサリオスは、2006年の第57回毎日王冠に勝利したダイワメジャー（526キログラム）を更新するレース史上最高馬体重での勝利である。この勝利により天皇賞（秋）の優先出走権を獲得した。しかし、優先出走権を行使することなく出走を見送り、天皇賞（秋）から3週間後のマイルチャンピオンシップ（GI）を目指した。

### 天候
| 東京地方の天気、降水量、平均気温 | 東京地方の天気、降水量、平均気温 | 東京地方の天気、降水量、平均気温 | 東京地方の天気、降水量、平均気温 | 東京地方の天気、降水量、平均気温 | 東京地方の天気、降水量、平均気温 | 東京地方の天気、降水量、平均気温 | 東京地方の天気、降水量、平均気温 | 東京地方の天気、降水量、平均気温 | 東京地方の天気、降水量、平均気温 |
| 2020年10-11月                    | 第23回 富士S 24日 (土)           | ブラジルC 25日 (日)              | 26日 （月）                      | 27日 （火）                      | 28日 （水）                      | 29日 （木）                      | 30日 （金）                      | 第9回 アルテミスS 31日 (土)      | 当日 01日 (日)                   |
| -------------------------------- | -------------------------------- | -------------------------------- | -------------------------------- | -------------------------------- | -------------------------------- | -------------------------------- | -------------------------------- | -------------------------------- | -------------------------------- |
| 9時                              | 晴                               | 晴                               | 曇                               | 曇                               | 曇                               | 晴                               | 曇                               | 晴                               | 曇                               |
| 12時                             | 晴                               | 晴                               | 晴                               | 晴                               | 曇                               | 晴                               | 晴                               | 晴                               | 曇                               |
| 15時                             | 晴                               | 晴                               | 晴                               | 晴                               | 曇                               | 晴                               | 晴                               | 晴                               | 曇                               |
| 合計降水量 （mm）                | -                                | -                                | -                                | -                                | -                                | -                                | -                                | -                                | -                                |
| 競馬場の降水量 （mm）            | -                                | -                                | -                                | -                                | -                                | -                                | -                                | -                                | -                                |
| 平均気温 （℃）                   | 16.4                             | 14.3                             | 15.8                             | 15.7                             | 15.7                             | 16.3                             | 14.1                             | 11.9                             | 13.1                             |

10月23日（金曜日）に5.5ミリメートルの降水を観測して以来記録されなかった。

### 馬場状態
富士ステークス直前の金曜日は雨の影響で、稍重であった。しかし馬場は回復し、富士ステークス自体は良馬場で実施。その後馬場状態が悪化することはなかった。天皇賞（秋）が行われる、4回目の東京開催は4週目となり、この週から最も内側の「Aコース」から3メートル外側に内柵を設ける「Bコース」での使用が開始された。JRAによると「柵の移動により傷んでいた箇所は概ねカバーされたが、（第）3コーナーの内柵沿いに傷みがある。」と発表している。
競走当週は芝刈り、肥料と殺菌剤の散布、散水を実施。芝の草丈は、野芝は約10 - 12センチメートル、洋芝は約14 - から18センチメートルに設定された。競走2日前の金曜日に観測した芝のクッション値は、9.3で「標準」とされるクッション性であり、同じく含水率は、ゴール前が14.9パーセント、第4コーナーが13.3パーセントを観測した。

## 出走馬
18頭まで出走可能な天皇賞（秋）には、12頭が出走登録を行った。
牝馬三冠を筆頭にGI級競走7勝を挙げており、前年の天皇賞（秋）（第160回天皇賞）制覇に続く天皇賞（秋）連覇を目指すアーモンドアイ、同じく秋華賞を優勝した牝馬で、古馬となり牡馬相手の第61回宝塚記念を勝利したクロノジェネシスが出走を表明。この2頭は初めて顔を合わせることとなり、軍土門隼夫は「最強牝馬決定戦」と表現している。一方牡馬では、天皇賞（春）を連覇したフィエールマンが、初めて天皇賞（秋）の舞台に立った。過去に6頭存在する天皇賞春秋連覇及び、テイエムオペラオー、キタサンブラックという顕彰馬2頭に並ぶ天皇賞3勝を目指すこととなった。以上、日本国内のGIを複数回勝利している3頭である。
それ以外のGI優勝馬では、クイーンエリザベス2世カップ、香港カップという香港G1を2勝したウインブライトや2018年の有馬記念（第63回有馬記念）勝利のブラストワンピース、2017年の菊花賞（第78回菊花賞）勝利でそれ以降新たな勝利のないキセキ及び2017年の朝日杯フューチュリティステークス勝利し、前年の天皇賞（秋）にてアーモンドアイの後方2着となったダノンプレミアムが登録。その他、中山記念（GII）など重賞3勝を挙げ、東京優駿2着や皐月賞と大阪杯で3着のダノンキングリー、弥生賞（GII）など重賞3勝のカデナ、エプソムカップ（GIII）を勝利した騸馬のダイワキャグニー、2019年の府中牝馬ステークス（GII）ではGI優勝馬ラッキーライラックを差し切り勝利したスカーレットカラー、牝馬三冠を達成したアパパネの産駒であるジナンボーが登録した。
競走除外、出走取り消しは発生せず、登録した12頭の出走が実現した。

### 主な回避馬
- 日経新春杯（GII）勝利のモズベッロが出走の予定があったが[43]、トモの外傷により回避。年内出走は「絶望的」（日刊スポーツ新聞[44]）「困難」（netkeiba.com[45]）とされていた。しかし、手術後の経過が良かったために年内復帰が視野に入っている[44]。
- サートゥルナーリアは出走する態勢が整わなかったために回避[46]、復帰戦にジャパンカップを選択するも回避し有馬記念を目指すことになった[46]。

## 枠順
| 枠番 | 馬番 | 競走馬名           | 性齢 | 騎手       | 斤量 [kg] | 調教師 | 調教師     | 単勝人気 | 単勝人気 | 馬体重 [kg] |
| 枠番 | 馬番 | 競走馬名           | 性齢 | 騎手       | 斤量 [kg] | 所属   | 氏名       | オッズ   | 人気     | 馬体重 [kg] |
| ---- | ---- | ------------------ | ---- | ---------- | --------- | ------ | ---------- | -------- | -------- | ----------- |
| 1    | 1    | ブラストワンピース | 牡5  | 池添謙一   | 58        | 美浦   | 大竹正博   | 032.3    | 7        | 550         |
| 2    | 2    | カデナ             | 牡6  | 田辺裕信   | 58        | 栗東   | 中竹和也   | 146.1    | 11       | 478         |
| 3    | 3    | ダイワキャグニー   | 騸6  | 内田博幸   | 58        | 美浦   | 菊沢隆徳   | 089.8    | 10       | 496         |
| 4    | 4    | ダノンキングリー   | 牡4  | 戸崎圭太   | 58        | 美浦   | 萩原清     | 013.3    | 3        | 450         |
| 5    | 5    | ウインブライト     | 牡6  | 松岡正海   | 58        | 美浦   | 畠山吉宏   | 180.6    | 12       | 484         |
| 5    | 6    | フィエールマン     | 牡5  | 福永祐一   | 58        | 美浦   | 手塚貴久   | 017.4    | 5        | 478         |
| 6    | 7    | クロノジェネシス   | 牝4  | 北村友一   | 56        | 栗東   | 斉藤崇史   | 004.4    | 2        | 464         |
| 6    | 8    | キセキ             | 牡6  | 武豊       | 58        | 栗東   | 角居勝彦   | 016.7    | 4        | 508         |
| 7    | 9    | アーモンドアイ     | 牝5  | C.ルメール | 56        | 美浦   | 国枝栄     | 001.4    | 1        | 490         |
| 7    | 10   | スカーレットカラー | 牝5  | 岩田康誠   | 56        | 栗東   | 高橋亮     | 042.3    | 8        | 488         |
| 8    | 11   | ダノンプレミアム   | 牡5  | 川田将雅   | 58        | 栗東   | 中内田充正 | 021.6    | 6        | 496         |
| 8    | 12   | ジナンボー         | 牡5  | M.デムーロ | 58        | 美浦   | 堀宣行     | 089.0    | 9        | 492         |

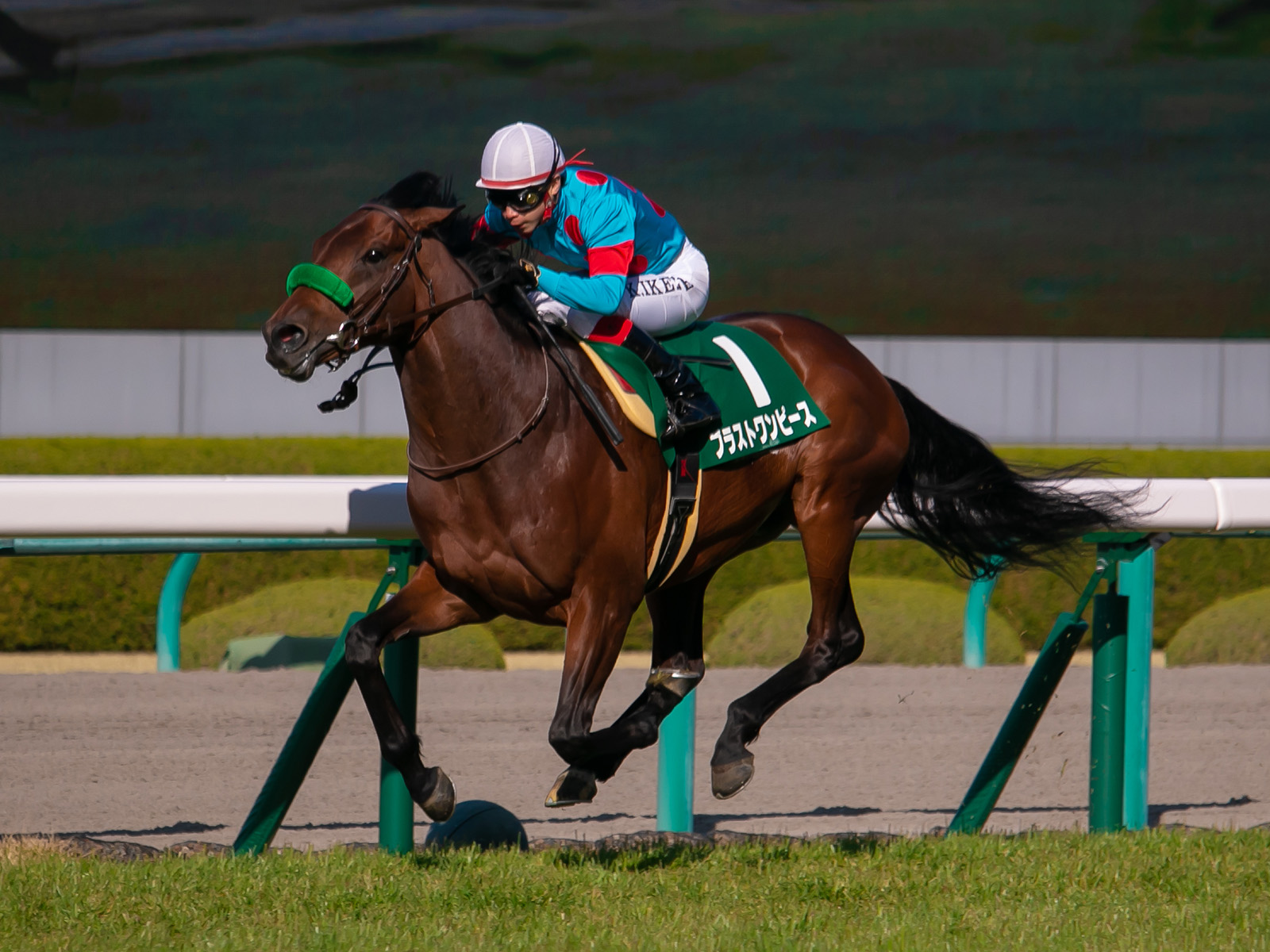
01:ブラストワンピース
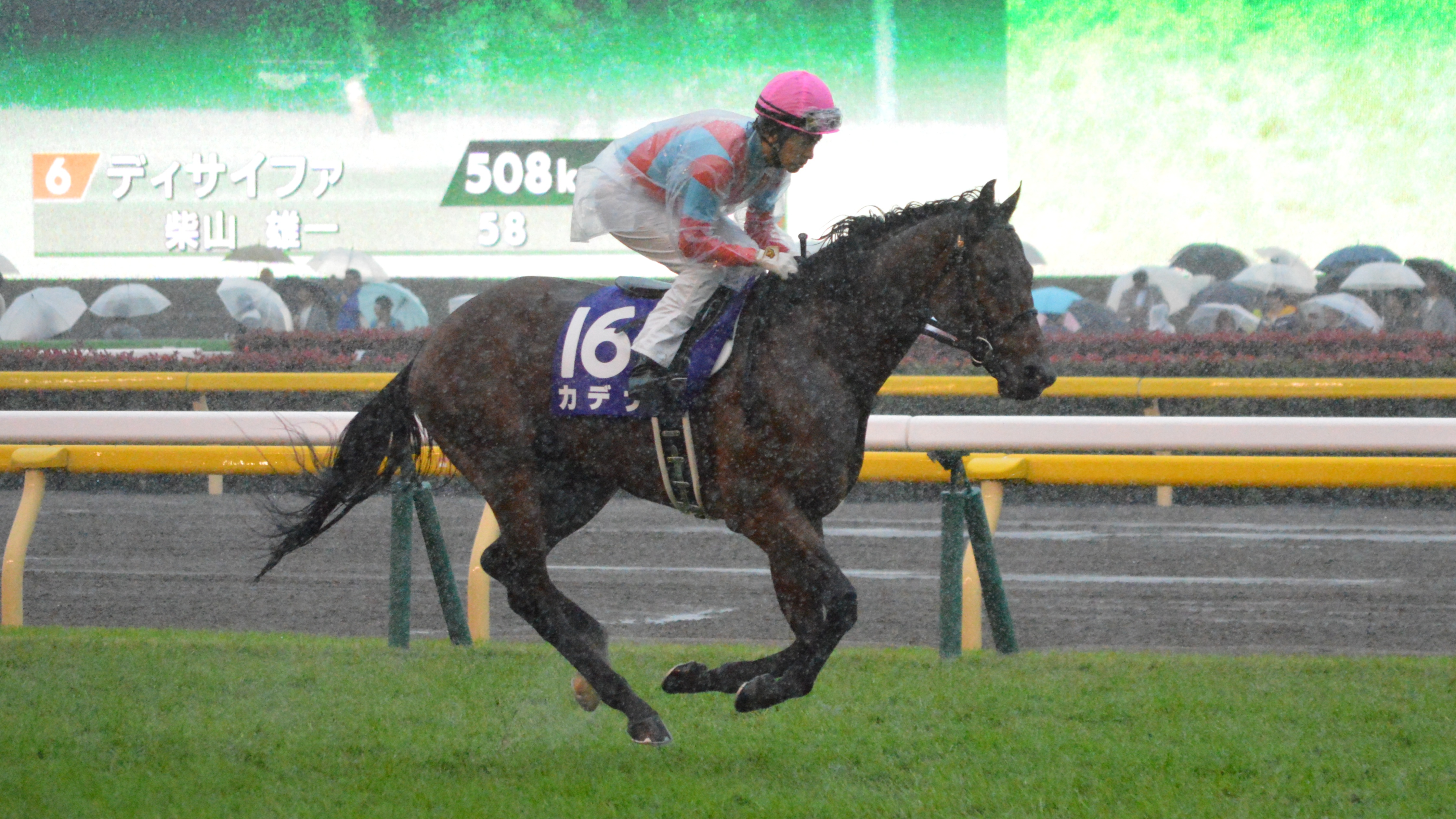
02:カデナ
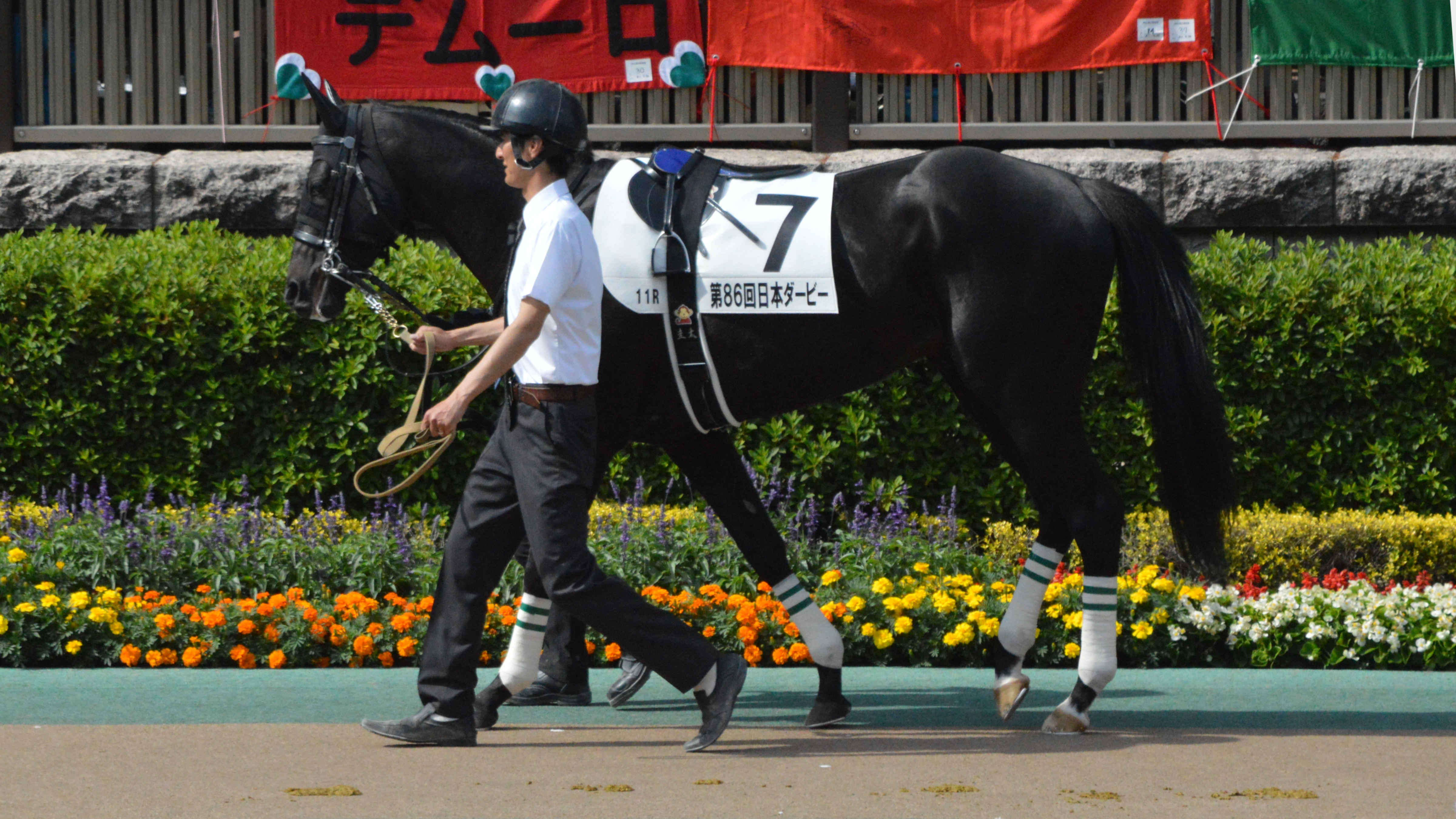
04:ダノンキングリー
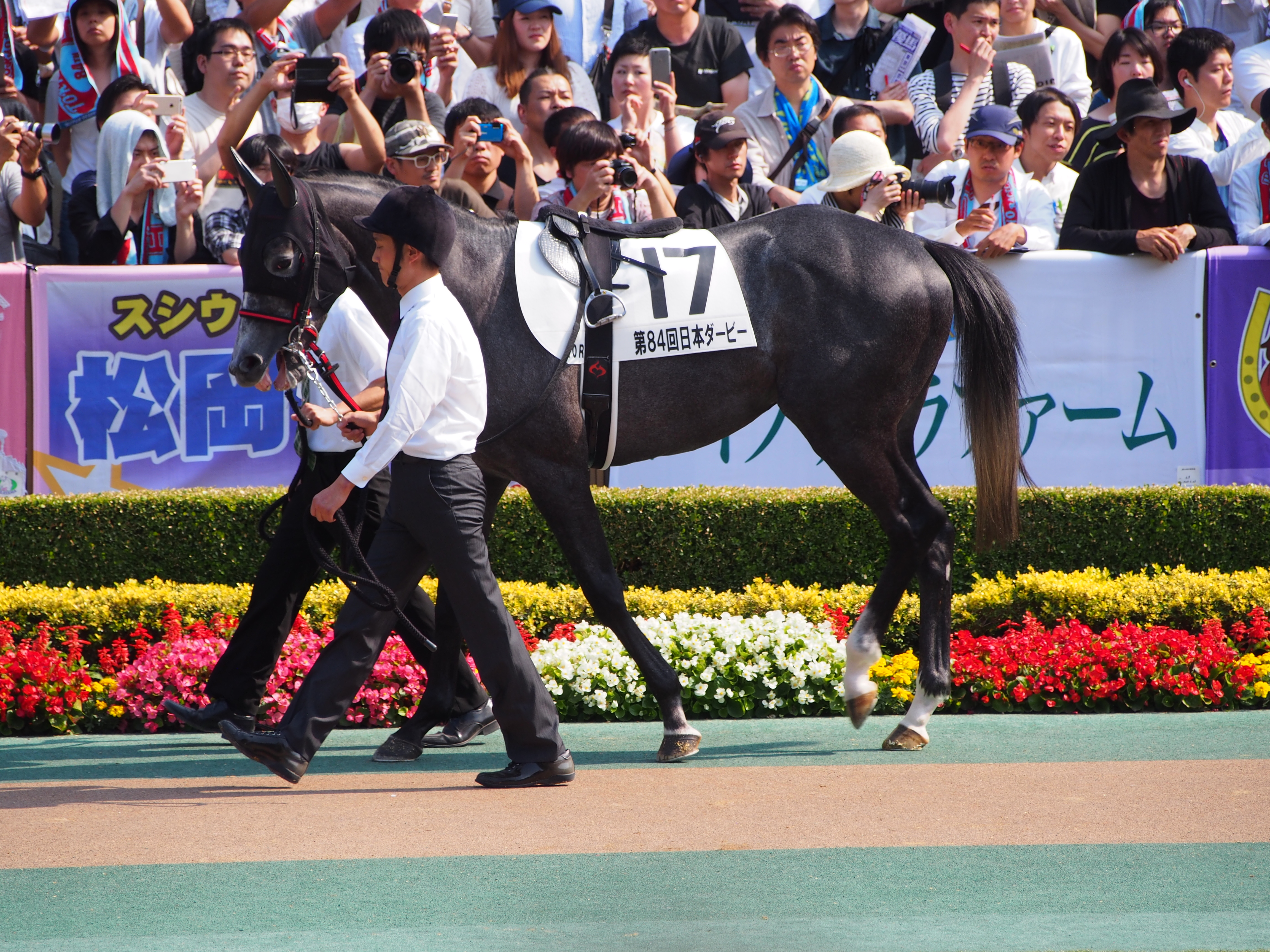
05:ウインブライト
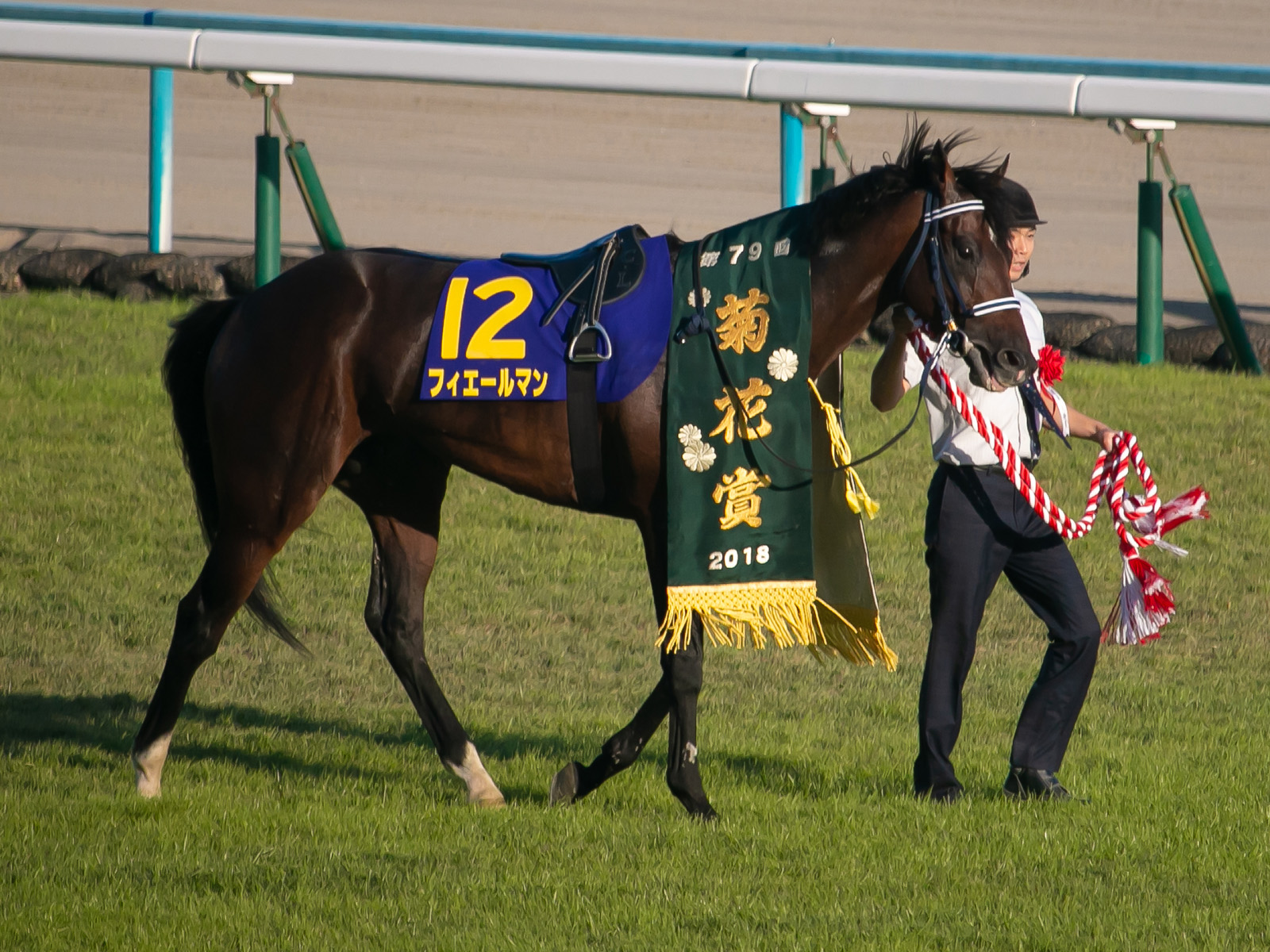
06:フィエールマン
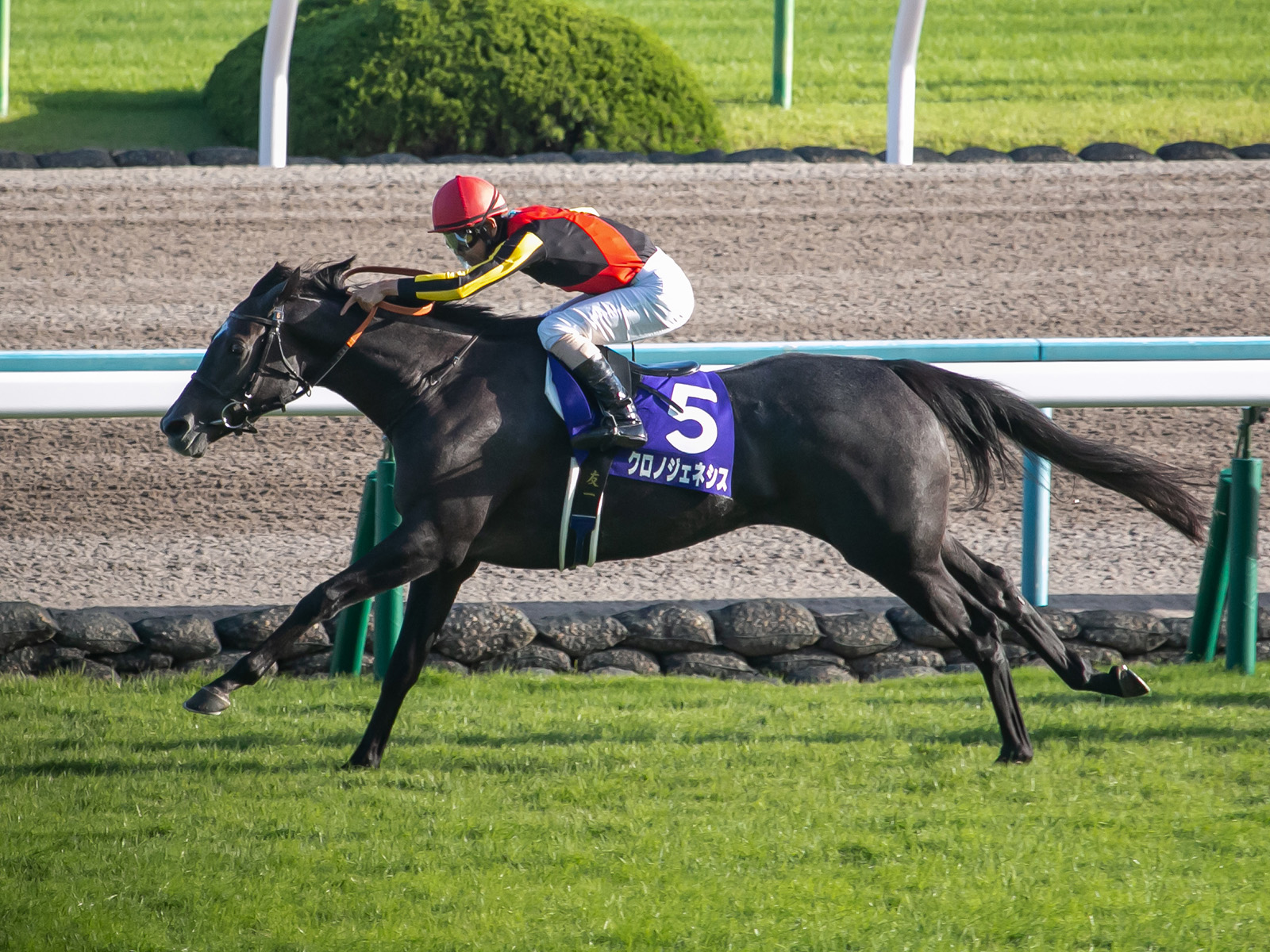
07:クロノジェネシス
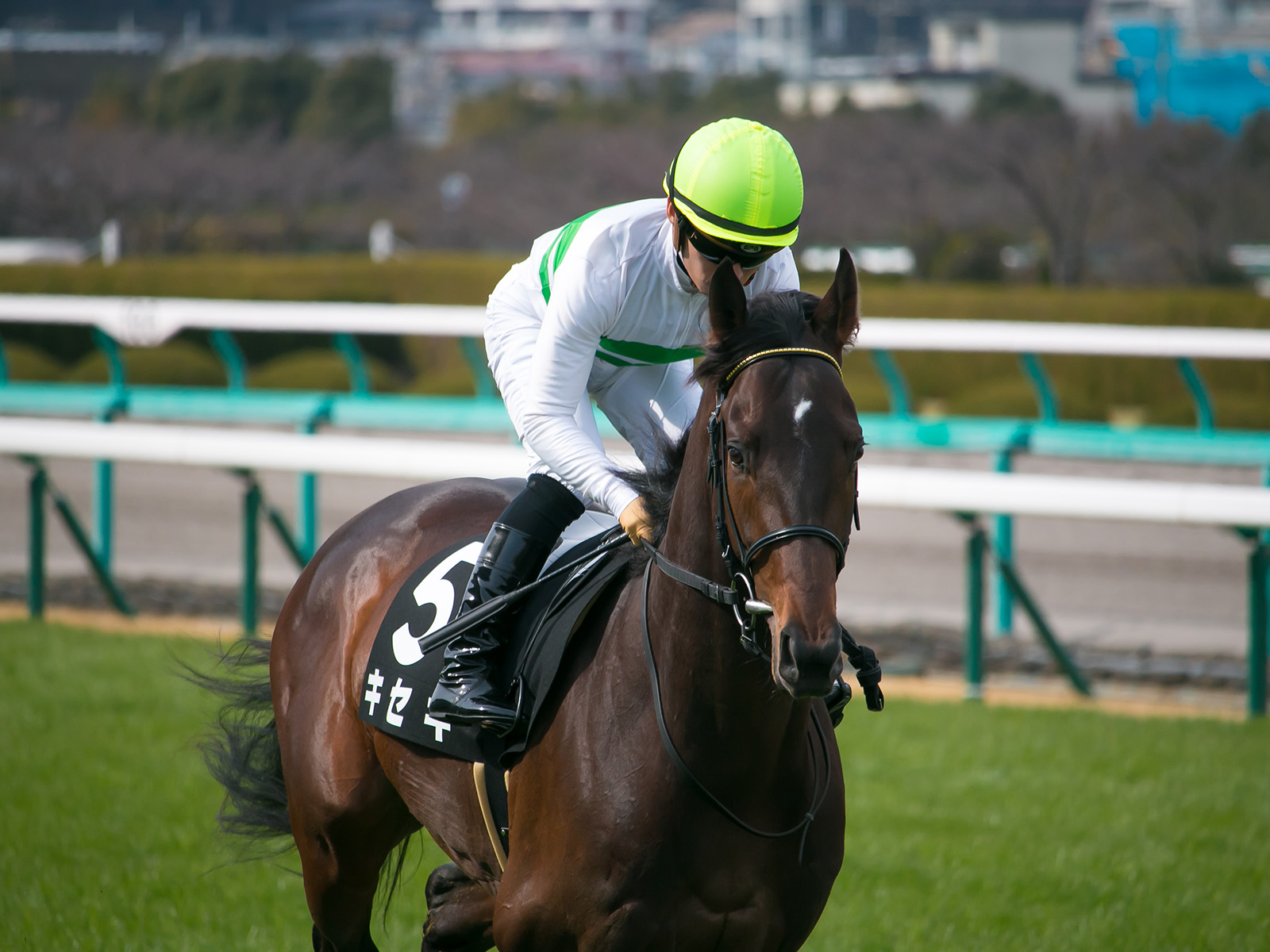
08:キセキ
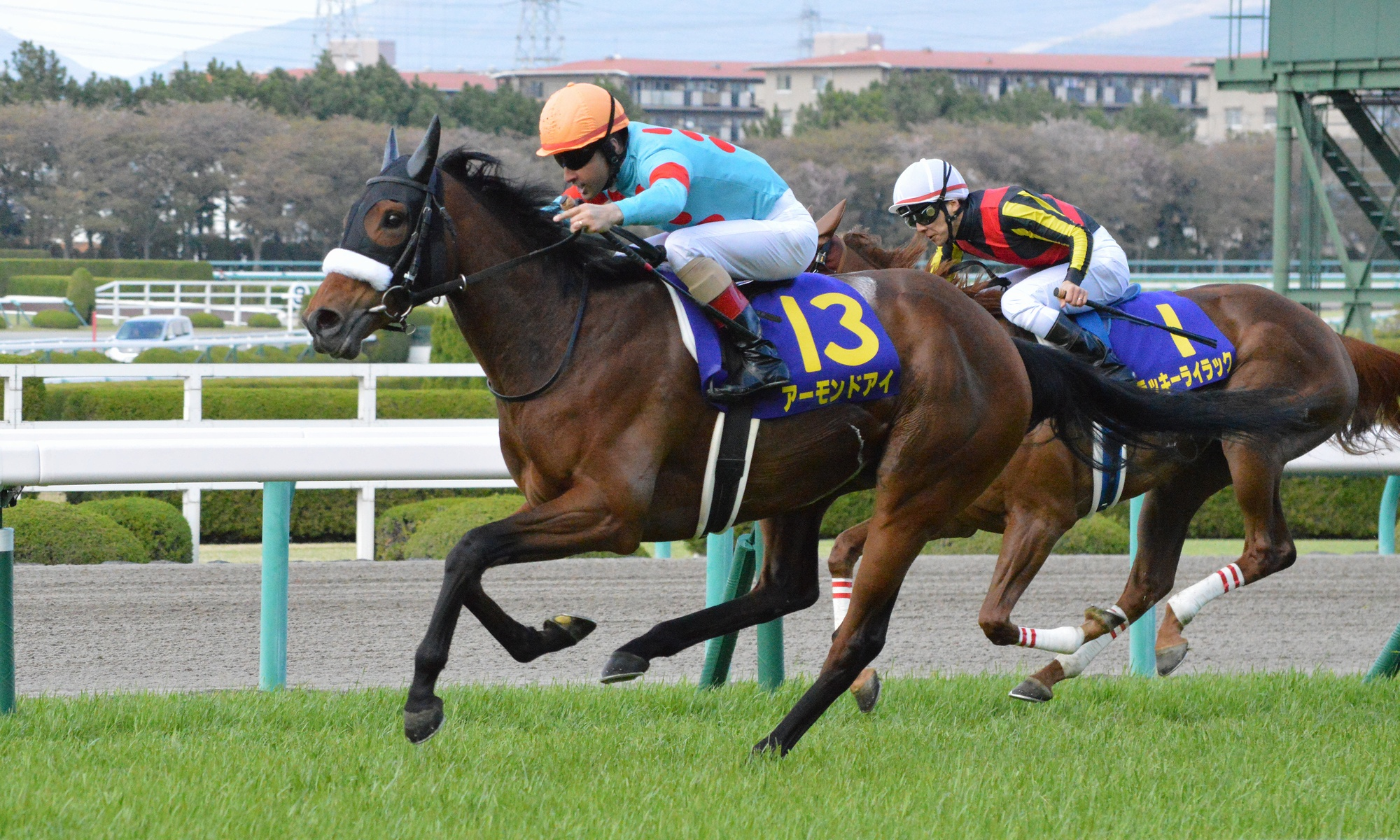
09:アーモンドアイ
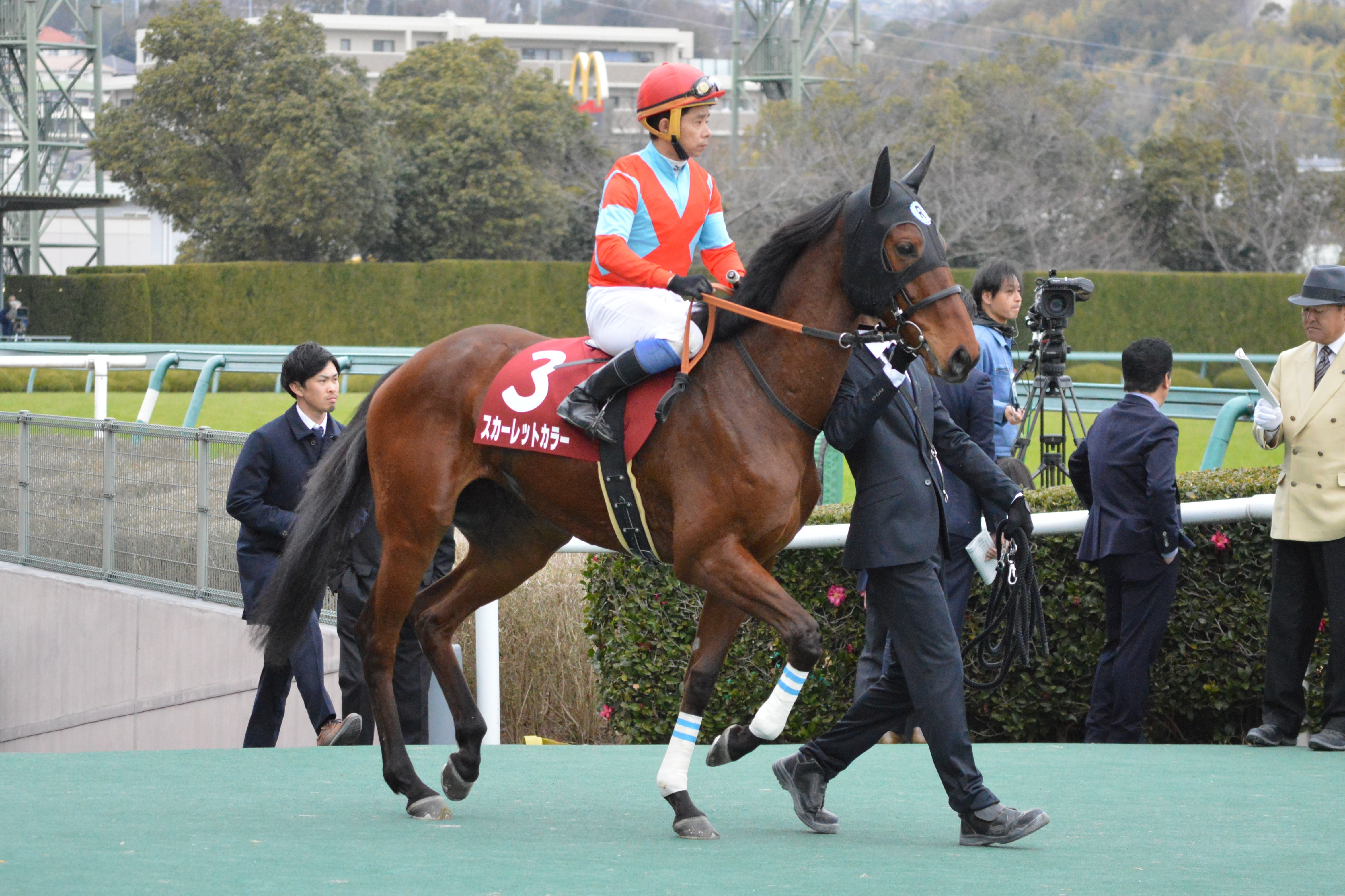
10:スカーレットカラー
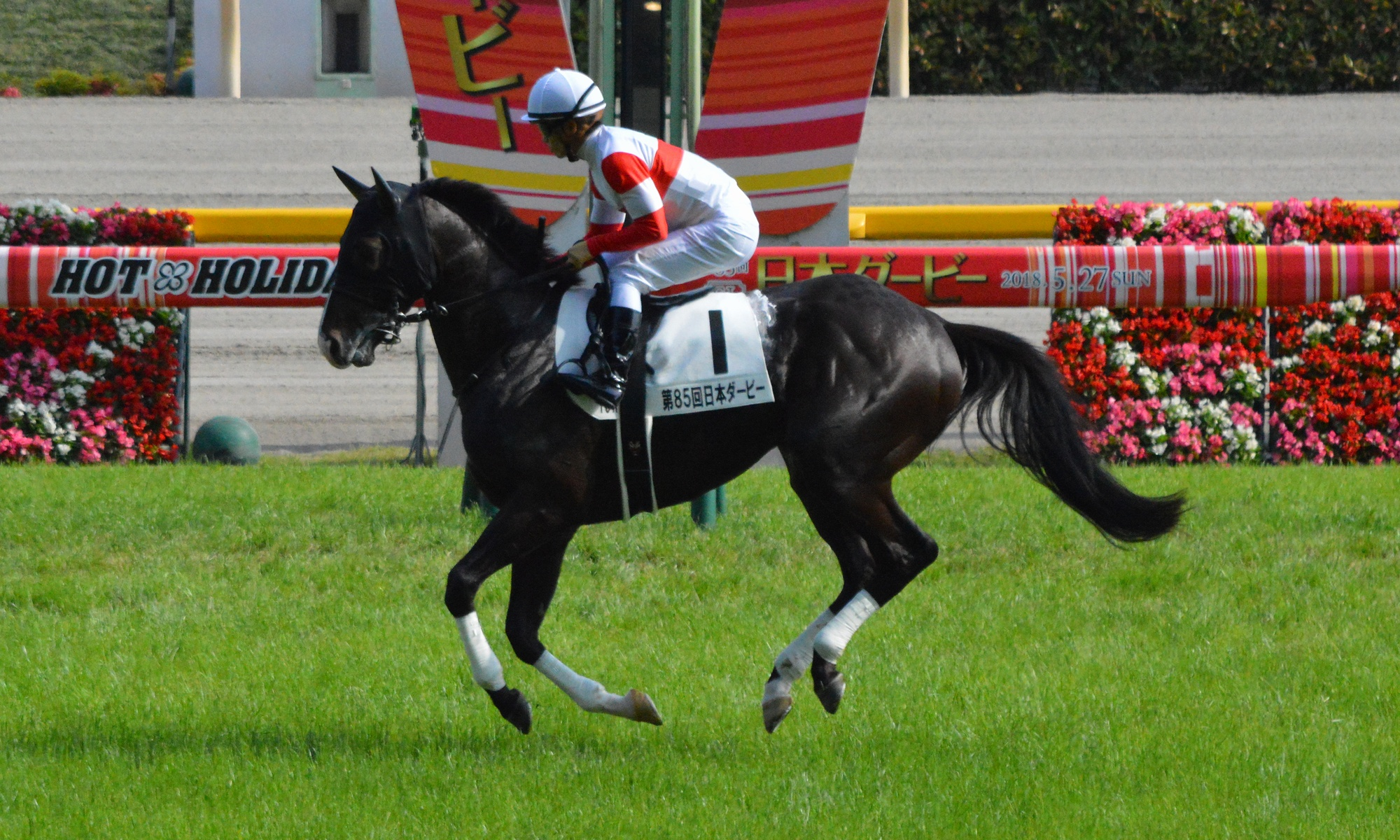
11:ダノンプレミアム

## 展開
スタート直後ダイワキャグニーがハナを主張するも2番手に甘んじ、ダノンプレミアムが外枠から制して逃げの手を打つ。続いて好位の3.4番手にキセキとアーモンドアイが位置した。中団にはブラストワンピースやウインブライト、ダノンキングリーがおり、その後方にフィエールマンとクロノジェネシスが追走。最後方はスカーレットカラーとカデナであった。ダノンプレミアムが2番手のダイワキャグニーに3馬身つけて逃げる中、1000メートルを60秒5で通過した。
ダイワキャグニーが最終コーナーで後退する中、最後の直線に進入した。キセキが2番手に進出したが、先頭との差が縮まらなかった。アーモンドアイは「抜群の手応え」（週刊Gallop）で直線に向き、4番手から追い出しを始めた。残り300メートルでゴーサインが発出されると加速し、残り200メートル過ぎにて先頭で粘るダノンプレミアムを捕らえた。そんな中、馬場の外側後方ではクロノジェネシスが、さらに後方からフィエールマンが追い上げを開始。アーモンドアイが先頭となったにつれてフィエールマンとクロノジェネシスが追い上げるも半馬身振り切り、アーモンドアイが先頭で入線した。

## 競走結果

### 着順
以下の内容は、JRA及びnetkeiba.comの情報に基づく。
| 着順 | 枠番 | 馬番 | 競走馬名           | 騎手        | 斤量 | タイム | 着差     | 上がり3F | 単勝オッズ | 人気 | レーティング |
| ---- | ---- | ---- | ------------------ | ----------- | ---- | ------ | -------- | -------- | ---------- | ---- | ------------ |
| 1    | 7    | 9    | アーモンドアイ     | C.ルメール  | 56   | 1:57.8 |          | 33.1     | 001.4      | 1    | 120          |
| 2    | 5    | 6    | フィエールマン     | 福永祐一    | 58   | 1:57.9 | 1/2馬身  | 32.7     | 017.4      | 5    | 123          |
| 3    | 6    | 7    | クロノジェネシス   | 北村友一    | 56   | 1:57.9 | クビ     | 32.8     | 004.4      | 2    | 119          |
| 4    | 8    | 11   | ダノンプレミアム   | 川田将雅    | 58   | 1:58.2 | 2馬身    | 34.0     | 021.6      | 6    | 119          |
| 5    | 6    | 8    | キセキ             | 武豊        | 58   | 1:58.6 | 2馬身1/2 | 34.1     | 016.7      | 4    | 115          |
| 6    | 3    | 3    | ダイワキャグニー   | 内田博幸    | 58   | 1:59.0 | 2馬身1/2 | 34.5     | 089.8      | 10   | 111          |
| 7    | 8    | 12   | ジナンボー         | Ｍ.デムーロ | 58   | 1:59.1 | クビ     | 34.4     | 089.0      | 9    | 110          |
| 8    | 2    | 2    | カデナ             | 田辺裕信    | 58   | 1:59.2 | 1/2馬身  | 33.9     | 146.1      | 11   | 109          |
| 9    | 7    | 10   | スカーレットカラー | 岩田康誠    | 56   | 1:59.2 | アタマ   | 33.7     | 042.3      | 8    | 105          |
| 10   | 5    | 5    | ウインブライト     | 松岡正海    | 58   | 1:59.4 | 1馬身1/4 | 34.5     | 180.6      | 12   | 107          |
| 11   | 1    | 1    | ブラストワンピース | 池添謙一    | 58   | 1:59.5 | 3/4馬身  | 34.6     | 032.3      | 7    | 106          |
| 12   | 4    | 4    | ダノンキングリー   | 戸崎圭太    | 58   | 2:00.7 | 7馬身    | 35.8     | 013.3      | 3    | 94           |

### 競走に関するデータ
| ハロンタイム        | 12.7 - 11.7 - 12.1 - 12.1 - 11.9 - 12.0 - 11.7 - 10.9 - 11.1 - 11.6 |
| 1000m通過タイム     | 60.5秒（ダノンプレミアム）                                          |
| 上がり4ハロン       | 45.3秒                                                              |
| 上がり3ハロン       | 33.6秒                                                              |
| 優勝馬上がり3ハロン | 33.1秒                                                              |
| 上がり3ハロン最速   | 32.7秒（フィエールマン）                                            |

## 配当

### 払戻
|        | 馬番  | 配当   | 人気     | 的中票数     | 投票数       | 売得金           |
| ------ | ----- | ------ | -------- | ------------ | ------------ | ---------------- |
| 単勝   | 9     | 0140円 | 01番人気 | 0609万0207票 | 1093万3260票 | 10億9332万6000円 |
| 複勝   | 9     | 0110円 | 01番人気 | 1243万7598票 | 1780万8117票 | 17億8081万1700円 |
| 複勝   | 6     | 0260円 | 06番人気 | 0049万6993票 | 1780万8117票 | 17億8081万1700円 |
| 複勝   | 7     | 0140円 | 02番人気 | 0148万5990票 | 1780万8117票 | 17億8081万1700円 |
| 枠連   | 5-7   | 0780円 | 04番人気 | 0034万8062票 | 0352万9536票 | 03億5295万3600円 |
| 馬連   | 6-9   | 0970円 | 05番人気 | 0165万1006票 | 2071万3838票 | 20億7138万3800円 |
| ワイド | 6-9   | 0420円 | 05番人気 | 0085万3886票 | 1531万7392票 | 15億3173万9200円 |
| ワイド | 7-9   | 0180円 | 01番人気 | 0261万1048票 | 1531万7392票 | 15億3173万9200円 |
| ワイド | 6-7   | 0670円 | 09番人気 | 0049万4237票 | 1531万7392票 | 15億3173万9200円 |
| 馬単   | 9-6   | 1180円 | 06番人気 | 0090万7433票 | 1435万6219票 | 14億3562万1900円 |
| 3連複  | 6-7-9 | 0960円 | 03番人気 | 0290万1391票 | 3720万4067票 | 37億2040万6700円 |
| 3連単  | 9-6-7 | 4130円 | 09番人気 | 0167万0414票 | 9522万7303票 | 95億2273万0300円 |

ワイド「7 - 9」180円は、天皇賞（秋）におけるワイド最低払戻金額である。競走全体の売上は、215億897万3200円。前年第160回天皇賞の99.7パーセント。週刊Gallopは「微減」とし「12頭と少頭数」なのが原因と表した。
当日の東京競馬場への入場者は1310人で、前年第160回天皇賞開催日の1.3パーセント。

### 当日のWIN5（5重勝単勝式）
| 対象順          | 1                                  | 2                                  | 3                           | 4                               | 5                                       |
| --------------- | ---------------------------------- | ---------------------------------- | --------------------------- | ------------------------------- | --------------------------------------- |
| 競走順          | 京都第10競走                       | 東京第10競走                       | 福島第11競走                | 京都第11競走                    | 東京第11競走                            |
| 競走名          | 栞S                                | 秋嶺S                              | 福島民友カップ（L）         | カシオペアS （L）               | 天皇賞（秋） （GI）                     |
| 条件            | ダート1900m 3勝クラス （1600万下） | ダート1300m 3勝クラス （1600万下） | ダート1700m オープン        | 芝外1800m オープン              | 芝2000m オープン                        |
| 単勝人気        | 2番人気                            | 1番人気                            | 4番人気                     | 2番人気                         | 1番人気                                 |
| 勝利馬 （鞍上） | メイショウカズサ （松山弘平）      | フィールドセンス （武豊）          | オーヴェルニュ （丸山元気） | ランブリングアレー （吉田隼人） | アーモンドアイ （クリストフ・ルメール） |
| 馬番            | 3                                  | 9                                  | 2                           | 3                               | 9                                       |
| 残票数          | 3,006,490票                        | 857,721票                          | 164,098票                   | 37,749票                        | 22,548票                                |

## 達成された記録

### アーモンドアイ
- 前年の天皇賞（秋）（第160回天皇賞）に続く2年連続勝利[60] 。
  - 単勝1番人気は、前年に続く2年連続、通算25勝目[60]。
  - 美浦トレーニングセンター所属の関東馬は、2018年のレイデオロから続いて3年連続通算49勝目[60]。栗東トレーニングセンター所属の関西馬は32勝[60]。
  - 5歳馬は、2017年（第156回天皇賞）勝利のキタサンブラック以来3年ぶり23勝目[60]。
  - 牝馬は、前年に続く2年ぶり通算16勝目[60]。
  - 牝馬による天皇賞2勝は史上初。
  - クラシック競走と天皇賞の両方で2勝するのはメイショウサムソン以来13年ぶり2頭目[61]。
  - 馬番9からの発走は、1999年（第120回）のスペシャルウィーク以来21年ぶり通算7勝目[60]。
- 日本国内及び国外の芝GI級競走8勝目、これはこれまでシンボリルドルフ、テイエムオペラオー、ディープインパクト、ウオッカ、ジェンティルドンナ、キタサンブラックが記録した7勝を超える史上初の記録[55]。
  - 中距離GⅠ3勝目も史上初の記録であり、2023年現在まで日本馬唯一の記録である。
- JRAの競走で獲得した賞金は、12億1632万9000円を記録し、ゼンノロブロイを超える歴代9位[55]。JRA以外の競走を含めると賞金は、16億1202万9900円に上り、オルフェーヴルを抜いて歴代4位となった[55]。

騎手:クリストフ・ルメール
- 天皇賞（秋）は、2018年のレイデオロ（第158回）、2019年のアーモンドアイ（第160回）に続く3年連続通算3勝目[60][55]。3年連続勝利は保田隆芳（1949年[第20回]:ニユーフオード、50年[第22回]:ヤシマドオター、51年[第24回]:ハタカゼ）以来69年ぶり史上2人目[60][55]。
- 天皇賞は、2018年秋:レイデオロ（第158回）、2019年春:フィエールマン（第159回）、2019年秋:アーモンドアイ（第160回）、2020年春:フィエールマン（第161回）に続く5連勝[55]。ルメール自身が樹立した連勝記録をさらに更新する歴代最多の記録である[55]。
  - JRA-GIは、グランアレグリアに騎乗し優勝した2020年のスプリンターズステークス以来、2020年5勝目、通算32勝目[60][55]。また、1年間でJRA-GIを5勝するのは2018年から3年連続で、グレード制が導入された1984年以降初めてのことである[55]。JRA重賞は、サリオスに騎乗し勝利優勝した2020年の毎日王冠（上述）以来、2020年12勝目、通算102勝目[60][55]。

調教師:国枝栄
- 天皇賞（秋）は、アーモンドアイと同様に2年連続、通算2勝目[60][55]。
  - JRA-GIは、アーモンドアイのヴィクトリアマイル以来2020年2勝目、通算18勝目[60][55]。JRA重賞も同様に、ヴィクトリアマイル以来で2020年3勝目、通算53勝目[60][55]。

父:ロードカナロア
- 天皇賞（秋）は、同様に2年連続、通算2勝目[55][60] 。
  - JRA-GIは、ヴィクトリアマイル以来2020年2勝目、通算10勝目[60][55] 。JRA重賞は、トロワゼトワルが優勝した京成杯オータムハンデキャップ（GIII）以来2020年11勝目、通算33勝目[60][55]。

馬主:有限会社シルクレーシング（シルク及び有限会社シルクを含む）
- 天皇賞（秋）は、同様に2年連続、通算2勝目[55]。
  - JRA-GIは、同様にヴィクトリアマイル以来2020年3勝目、通算15勝目[55] 。JRA重賞はサラキアが優勝した府中牝馬ステークス（GII）以来2020年12勝目、通算67勝目[55]。

生産者:ノーザンファーム
- 天皇賞（秋）は、2018年のレイデオロから3年連続、通算7勝目[55]。また2018年から3年連続3回目の、同一年の天皇賞春秋連覇を達成[55]。
  - JRA-GIは、グランアレグリアが優勝したスプリンターズステークス以来2020年7勝目、通算151勝目（J-GIを含まない）[55] 。JRA重賞は天皇賞（秋）前日に行われたアルテミスステークス（GIII）、ソダシの勝利に続く2020年41勝目、通算645勝目[55]

## テレビ・ラジオ中継
本レースのテレビ・ラジオ放送の実況担当者は、以下の通り。
- 日本放送協会（NHK）：清水敬亮（大阪拠点放送局）
- ラジオNIKKEI：山本直也（フリー契約）
- フジテレビ：倉田大誠
- 毎日放送（MBS）：仙田和吉
- ニッポン放送：清水久嗣（フリー契約）
- ラジオ日本：木村季康
- 文化放送：高橋将市
- TBSラジオ：藤森祥平